# التحالف الوطني للتقدم
التحالف الوطني للتقدم (بالفرنسية: Alliance Nationale pour le Progrès)‏ هو حزب سياسي في غينيا. في الانتخابات البرلمانية التي أجريت في 30 يونيو 2002، فاز الحزب بنسبة 2 ٪ من الأصوات الشعبية ومقعدين إثنين من أصل 114 مقعدًا.